# Alfa-catenina
Foi sugerido que a alfa-catenina funciona como proteína de ligação entre as caderinas e os microfilamentos do citoesqueleto, que possuem como unidade principal a proteína actina. Foi relatado que as proteína de ligação à actina, vinculina e alfa-actinina podem ligar-se à alfa-catenina. No entanto, um complexo proteíco contendo caderina, actina, beta-catenina e alfa-catenina, não foi isolado. Foi sugerido que a alfa-catenina não se liga com grande afinidade com os filamentos de actina e com o complexo E-caderina-beta-catenina, ao mesmo tempo. Foi observado que quando a alfa-catenina não se encontra em complexo molecular com a beta-catenina, dimeriza e funciona a regular a junção de filamentos de actina, possivelmente competindo com a proteína Arp2/3.
A sequência de aminoácidos da alfa-catenina tem similitudes com a da vinculina.

## Tipos
Existem 3 genes humanos de alfa-catenina:
- alfa-1-catenina (também chamada alfa-E-catenina)
- alfa-2-catenina (também chamada alfa-N-catenina)
- alfa-3-catenina